# Streichquartett F-Dur (Ravel)
Das Streichquartett F-Dur (op. 35) ist das einzige Streichquartett von Maurice Ravel.

## Entstehung, Aufbau und Stil

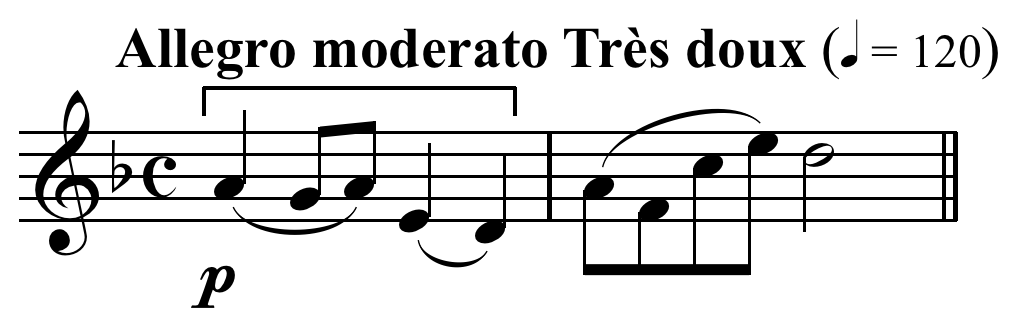
Motiv aus dem ersten Satz.

Ravel komponierte das Werk in zwei Phasen. Die ersten beiden Sätze entstanden Ende 1902, als sich Ravel noch nicht genau im Klaren darüber war, in welche Form er seine Komposition gießen sollte. Im April 1903 entstanden der dritte und vierte Satz. Es dauerte jedoch ein weiteres Jahr, bis sein Werk am 5. März 1904 in Paris vom renommierten Heymann-Quartett uraufgeführt wurde.
Ravel wählte eine klassische Viersatzform, die er jedoch, ähnlich dem Streichquartett Claude Debussys, unkonventionell sortierte, indem er den zweiten Satz Scherzo-ähnlich entwarf und den dritten Satz als ruhigen, wiewohl auch von diversen Rhythmus- und Tonartwechseln geprägten Übergang zum Finalsatz gestaltete. Die Satzbezeichnungen lauten:
- Allegro moderato. Très doux
- Assez vif. Très rythmé
- Très lent
- Vif et agité

In seiner Komposition kombinierte Ravel verschiedene Stile wie etwa Elemente der Rhapsodie und baskische Tanzrhythmik mit klassischen Elementen. Das Streichquartett gilt daher Musikkritikern und Biographen, aber auch Ravel selbst als Beginn der Entwicklung einer individuellen Musiksprache. Der damals 28 Jahre alte Komponist schrieb, das Werk zeige seinen „Willen nach musikalischer Konstruktion, die, obwohl nur unvollkommen verwirklicht, dennoch viel deutlicher als in meinen früheren Kompositionen in Erscheinung tritt.“

## Rezeption
Das Werk wurde vom Publikum überwiegend positiv, von der französischen Fachwelt jedoch äußerst unterschiedlich aufgenommen. Gabriel Fauré, der wenige Jahre zuvor noch sein Lehrer am Conservatoire de Paris gewesen war und dem Ravel sein Streichquartett widmete, äußerte sich reserviert bis ablehnend, während Claude Debussy, dessen Verhältnis zu Ravel ansonsten von einigen Spannungen geprägt war, sich für das Werk begeisterte und Ravel beschwor, keine einzige Note zu ändern. Zu einem Eklat kam es, als Ravels Komposition vom durch das Conservatoire mitgetragenen Prix de Rome aufgrund formaler Bedenken bezüglich Verstößen gegen Kompositionsnormen ausgeschlossen wurde. Für diese Entscheidung wurde der scheidende Direktor des Konservatoriums, Théodore Dubois, der Ravel schon in den Jahren zuvor ablehnend gegenübergestanden hatte, öffentlich stark kritisiert, darunter vom Literaturnobelpreisträger und einflussreichen Musikkritiker Romain Rolland. Dem Streichquartett schadete diese öffentliche Auseinandersetzung nicht, im Gegenteil verhalf es dem Werk in Frankreich, aber auch international zu großer Popularität, die bis heute anhält.